# Centrale de Montézic
La centrale hydroélectrique de Montézic est une centrale hydroélectrique de pompage-turbinage située à Montézic dans le nord de l'Aveyron. Elle permet de stocker de l'énergie en pompant l'eau d'une retenue aval (formée par le barrage de Couesques), vers une retenue amont (formée par le barrage de Montézic). Cette énergie est ensuite libérée lors des pics de consommation en turbinant l'eau. La puissance de la centrale, 910 MW, la classe au 2e rang parmi les centrales de pompage-turbinage françaises.
La centrale de Montézic est une centrale de pompage-turbinage « pure », c'est-à-dire qu'elle n'a pas ou très peu d'apports naturels (ruisseau des Vergnes uniquement) dans le réservoir amont.

## Historique
Les travaux commencèrent en 1976 pour une mise en service fin 1982. Voici quelques dates clefs :
- août 1976 : perçage de la galerie d’accès à l’usine
- novembre 1977 à juillet 1978 : travaux de terrassement de l’usine, des galeries de liaison et des barrages
- juillet 1979 : montage des groupes turboalternateur
- mai 1981 : finition du barrage d’Étang
- juin à août 1981 : remplissage de la retenue supérieure
- octobre 1981 : finition du barrage de Monnès
- janvier 1982 : remplissage des galeries d’adduction
- avril 1982 : mise en service du groupe 1
- juin 1982 : mise en service du groupe 2
- octobre 1982 : mise en service du groupe 3
- décembre 1982 : mise en service du groupe 4
- 2015-2020 : EDF entreprend une rénovation des quatre groupes de production[2]

## Entités propriétaire et cliente
La centrale a été construite par EDF, qui l'exploite sous le régime de la concession.

## Caractéristiques techniques des réservoirs

### Bassin supérieur
La bassin supérieur de la centrale est le lac de Montézic, d'une capacité utile de 30 millions de mètres cubes, retenu par deux barrages en enrochement : 
- le barrage de Monnès, long de 820 m et haut de 57 m ;
- le barrage de l’Etang, long de 680 m et haut de 30 m.

La retenue normale se trouve à la cote 703 m et couvre une superficie de 245 hectares.
Afin de pallier l’inconvénient du niveau variable de ce bassin, EDF a installé un barrage formant une retenue fixe qui permet le développement du tourisme nautique.
La prise d’eau se trouve sur la digue de Liaussac et possède deux vannes de tête qui permettent d'isoler hydrauliquement le côté haute pression de l’usine.

### Bassin inférieur
La bassin inférieur est la retenue de Couesques d'un volume de 56 hm3, retenue par un barrage de 70 m de hauteur sur le Truyère. Celui-ci a été construit de 1945 à 1950 et existait déjà lors de la création de la centrale de pompage-turbinage.
La tranche utile pour Montézic est de 30 millions de mètres cubes. Si les quatre groupes de Montézic sont en mode pompe, on vide donc la retenue de Couesques en 40 h. Ceci atteste l’utilisation journalière[pas clair] des deux modes de fonctionnements (turbine et pompe) à Montézic.

## Conduites forcées
Les conduites forcées (galerie haute pression) de 5,3 m de diamètre, longues de 630 m, amènent l'eau du réservoir supérieur à la centrale. L'eau turbinée est évacuée par la galerie basse pression longue de 541 m vers le réservoir de Couesques.

## Centrale électrique
L’usine de Montézic comporte tous les équipements électriques et hydrauliques nécessaires au fonctionnement des quatre groupes turbine-pompe. Elle est creusée dans le granit à plus de 400 m sous terre. Les quatre groupes réversibles, capables de développer 230 MW en turbine et 210 MW en pompe, permettent le transfert d'énergie de la retenue supérieure de Montézic à la retenue inférieure de Couesques et vice-versa. L’alternateur produit une tension de 18 kV qui est ensuite élevée à 400 kV par des transformateurs de 250 MVA. L'énergie est ensuite évacuée vers le poste de Rueyres. Le Convertisseur Statique de Fréquence (CSF, d'une puissance de 22 MW) permet de lancer les groupes en mode pompe. Il effectue une montée en vitesse progressive (de 0 à 428 tr/min) ainsi que le couplage de la pompe au réseau. Il est composé d'une batterie de thyristors qui permet de faire varier la fréquence et donc la vitesse de la machine pour un démarrage progressif du groupe. Une fois la vitesse de synchronisme atteinte, on couple le groupe au réseau. La phase de démarrage s'effectue à vide (roue dénoyée). Le débit de chaque machine est de 60 m3/s, dans les deux sens. Les pompes/turbines sont placées à 60 m en dessous de la cote maximale de la retenue de Couesques, soit à 40 m en dessous du niveau minimum ; c'est une disposition indispensable si l'on veut éviter de créer des dépressions, voire des poches de vide dans la galerie d'aspiration.

## Transfert d'énergie par pompage
Montézic est une centrale stratégique pour le réseau électrique français, elle permet notamment en cas de blackout de ré-alimenter le réseau électrique français.

## Projet Montézic2
L'exploitant EDF a l'ambition d'augmenter la puissance du complexe de Montézic en réalisant une deuxième centrale souterraine, composée de 2 groupes Turbo-pompe de 233 MW chacun (soit 466 MW de puissance supplémentaire). Les réservoirs ne seraient pas augmentés.
Le projet pourra être lancer à la condition du renouvellement de concession de l'exploitation, par l’État.